# Agnès Abécassis
Pour les articles homonymes, voir Abécassis.
Œuvres principales
- Le Théorème de Cupidon
- Les Tribulations d'une jeune divorcée
- Chouette une ride

Agnès Abécassis est une romancière française, née le 16 mars 1972. Elle vit et travaille actuellement à Paris.

## Biographie
Agnès Abécassis débute comme rédactrice et illustratrice dans un magazine féminin, où elle tient également une chronique mensuelle : « le Billet d’Humour d’Agnès ABK6 ». Après la parution de son premier roman, elle travaille comme scénariste pour l'émission Ça Cartoon, sur Canal +. Aujourd’hui, elle est journaliste et chroniqueuse littéraire.
Elle est membre de La Ligue de l'Imaginaire.
Lors du salon Saint-Maur en poche en 2016, elle reçoit le Prix du public pour Le tendre baiser du tyrannosaure,. Parmi ses titres les plus connus, figurent notamment Les Tribulations d’une jeune divorcée, Café ! Un garçon s’il vous plaît.
En juin 2018, elle fait partie d'un collectif d'auteurs ayant écrit une lettre ouverte au Président de la République française contre le changement de régime fiscal pour les auteurs et illustrateurs, qui mettrait en péril nombre d'entre eux.
En 2020, son roman Cherche ton bonheur partout est lauréat dans la catégorie « Roman découverte » du prix Les petits mots des libraires.
À partir de l'été 2020, elle propose régulièrement des ateliers d'écriture.
Le 2 mars 2021, elle est l'une des plus de 1 700  artistes-auteurs qui ont signé une tribune parue dans Télérama pour interpeller la ministre de la Culture, Roselyne Bachelot, sur la crise que traverse leur profession.

## Publications
- 2005 : Les Tribulations d'une jeune divorcée, éditions Fleuve noir et Pocket.
- 2007 : Au secours, il veut m'épouser !, éditions Calmann-Lévy, et Le Livre de poche.
- 2008 : Toubib or not toubib, éditions Calmann-Lévy, et Le Livre de poche.
- 2009 : Chouette, une ride !, éditions Calmann-Lévy.
- 2009 : Les Carnets d'Agnès - Premier carnet, éditions Hugo BD.
- 2010 : Soirée Sushi, éditions Calmann-Lévy.
- 2011 : Le Théorème de Cupidon, éditions Calmann-Lévy.
- 2011 : Scènes de mon âge, éditions Michel Lafon.
- 2013 : Week-end surprise, éditions Calmann-Lévy.
- 2014 : Assortiment de friandises pour l’esprit ou l’art de positiver au quotidien, éditions Calmann-Lévy.
- 2016 : Le Tendre Baiser du tyrannosaure, éditions Le Livre de poche.
- 2017 : Café ! Un garçon s'il vous plaît , éditions Le Livre de poche.
- 2019 : Cherche ton bonheur partout, éditions Flammarion
- 2024 : Eh ben alors ? in Le Pire des Noëls, édition Le Livre de Poche